# Edmund Hardy (Politiker)
Edmund Adam Hardy (* 23. April 1775 in Mainz; † 2. Juli 1839 in Darmstadt) war ein hessischer Beamter und Politiker und Abgeordneter der 2. Kammer der Landstände des Großherzogtums Hessen.
Edmund Hardy war der Sohn des Regierungsrates Edmund Adam Hardy und dessen Ehefrau Maria Margaretha. Hardy, der katholischen Glaubens war, heiratete Elisabetha Josefa geborene Rapallo (1784–1836).
Edmund Hardy wurde 1803 Justizamtmann in Seligenstadt und von 1821 bis 1832 Landrat im Landratsbezirk Seligenstadt. 1832 wurde er Rat im wegen der standesherrlichen Verhältnisse der Provinz Starkenburg zu bildenden Kolleg mit dem Charakter Regierungsrat.
Von 1832 bis 1839 gehörte er der Zweiten Kammer der Landstände an. Er wurde für den Wahlbezirk Starkenburg 4/Seligenstadt-Babenhausen gewählt. In den Ständen vertrat er liberal-konservative Positionen.